# Model probit

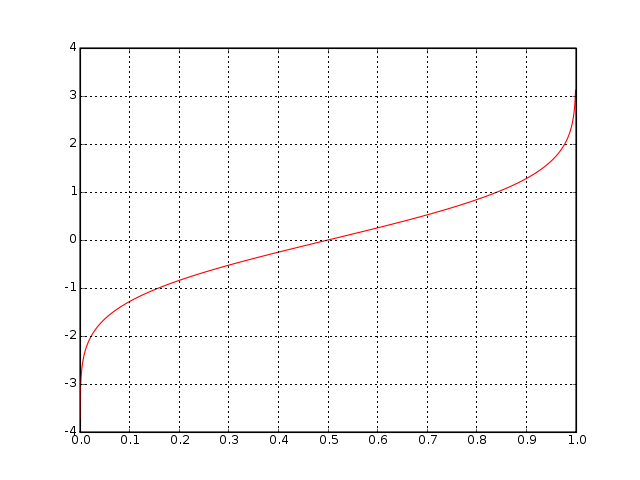
Gràfic de la funció probit 2erf−1⁡(2p−1).

En estadística, un model probit és un tipus de regressió on la variable dependent només pot prendre dos valors, per exemple casat o no casat. La paraula és un acrònim, que prové de prob ability + un it. L'objectiu del model és estimar la probabilitat que una observació amb característiques particulars caigui en una determinada de les categories; a més, classificar les observacions en funció de les seves probabilitats previstes és un tipus de model de classificació binari.
Un model probit és una especificació popular per a un model de resposta binària. Com a tal, tracta el mateix conjunt de problemes que la regressió logística utilitzant tècniques similars. Quan es veu en el marc del model lineal generalitzat, el model probit utilitza una funció d'enllaç probit. Sovint s'estima utilitzant el procediment de màxima versemblança, aquesta estimació s'anomena regressió probit.

## Marc conceptual
Suposem que una variable de resposta Y és binària, és a dir, només pot tenir dos possibles resultats que denotarem com 1 i 0. Per exemple, Y pot representar la presència/absència d'una determinada condició, l'èxit/error d'algun dispositiu, respondre sí/no en una enquesta, etc. També tenim un vector de regressors X, que se suposa que influeixen en el resultat Y. Concretament, assumim que el model pren la forma
{\displaystyle P(Y=1\mid X)=\Phi (X^{T}\beta ),}
on P és la probabilitat i {\displaystyle \Phi } és la funció de distribució acumulada de la distribució normal estàndard. Els paràmetres β s'estimen normalment per la màxima versemblança.
És possible motivar el model probit com un model de variable latent. Suposem que existeix una variable aleatòria auxiliar
{\displaystyle Y^{\ast }=X^{T}\beta +\varepsilon ,}
on ε ~ N (0, 1). Aleshores, Y es pot veure com un indicador de si aquesta variable latent és positiva:
{\displaystyle Y=\left.{\begin{cases}1&Y^{*}>0\\0&{\text{altrament}}\end{cases}}\right\}=\left.{\begin{cases}1&X^{T}\beta +\varepsilon >0\\0&{\text{altrament}}\end{cases}}\right\}}
L'ús de la distribució normal estàndard no provoca pèrdua de generalitat en comparació amb l'ús d'una distribució normal amb una mitjana arbitrària i desviació estàndard, perquè afegir una quantitat fixa a la mitjana es pot compensar restant la mateixa quantitat de la intercepció i multiplicant-la. la desviació estàndard per una quantitat fixa es pot compensar multiplicant els pesos per la mateixa quantitat.